# Robert Harold Compton
Robert Harold Compton (Tewkesbury, 6 de agosto de 1886-Ciudad del Cabo, 11 de julio de 1979) fue un botánico, pteridólogo, algólogo, y explorador sudafricano.

## Carrera
De 1905 a 1909, concurrió a la Universidad de Cambridge, obteniendo una clase doble primero y posteriormente un M.A. Permaneció en Cambridge de 1911 a 1913 como demostrador en botánica, y se unió a una expedición a campo a Nueva Caledonia en 1914, recolectando extensamente y descubriendo algunos nuevos géneros y especies. Mientras en Cambridge, sus principales publicaciones se encontraban en la anatomía y morfología de plántulas de gimnospermas, pteridofitas y angiospermas. Se alistó para el servicio de la guerra 1915-18 y llegó a Sudáfrica en marzo de 1919 para ser Director de los Jardines Botánicos Nacionales en Kirstenbosch. Al mismo tiempo, tomó la silla del Profesorado Harold Pearson de Botánica en la Universidad de Ciudad del Cabo - Harold Pearson was the first Director of Kirstenbosch. Robert Compton held these posts for the next 34 years.
En Sudáfrica, sus intereses fueron la taxonomía de su flora. Muchas de sus publicaciones en ese campo los publicó en Journal of South African Botany, una revista que arrancó en 1935 y que editó hasta su retiro.
Al jubilarse en 1953, decidió instalarse en Suazilandia y fue comisionado por ese Gobierno para llevar a cabo un estudio botánico del país. Los resultados aparecieron por primera vez como An Annotated Checklist of the Flora of Swaziland en el "J. of South African Botany Suppl. 11. en 1976.

## Honores y galardones
- El Herbario Compton, en el Kirstenbosch National Botanical Garden, fundado en Ciudad del Cabo en 1939, se nombró en su honor.[1]
- 1957: presidente de la SA Association for the Advancement of Science, recibiendo una medalla y una subvención
- 1968: honorario D.Sc. de la Universidad de Ciudad del Cabo

Miembro de
- Royal Society of SA
- Honorario de la Royal Horticultural Society, medallista
- dos veces presidente de la SA Museums Association

## Eponimia
- (Asteraceae) Comptonanthus B.Nord[2]
- (Rutaceae) Comptonella Baker f.[3]

Y numerosos epónimos de especies. Muchos de sus especímenes de Nueva Caledonia se hallan en el British Museum, y su vasta colección sudafricana (más de 35.000 especímenes) se encuentran entre varios herbarios de Sudáfrica.

### Algunas publicaciones
- Wild Flowers of the Cape of Good Hope. Con Elsie Garrett Rice. Kirstenbosch: The Botanical Society of SA, 24 pp. 1950
- Garden for A Nation. 168 pp. Kirstenbosch: Cape Town: Tafelberg, 1965
- An annotated check list of the flora of Swaziland. J. of South African botany: Supplementary vol. 6. Editor Nat. Bot. Gardens of SA, 191 pp. 1966
- Flora of Swaziland. Editor Trustees of the Nat. Botanic Gardens of SA. 684 pp. 1976
- Our South African flora. 100 pp. Cape Times, Cape Town 1930s
- New Caledonia and the Isle of Pines. Editor Royal Geographical Soc. 212 pp. 1917